# Katarzyna Rostropowicz-Denisiewicz
Katarzyna Zofia Rostropowicz-Denisiewicz (ur. 15 kwietnia 1926 w Warszawie, zm. 2 września 2020) – polska lekarz pediatra, prof. dr hab. n. med.

## Życiorys
W 1952 ukończyła studia w Akademii Medycznej w Łodzi. Obroniła pracę doktorską, następnie uzyskała stopień doktora habilitowanego. W 1989 nadano jej tytuł profesora w zakresie nauk medycznych. Pracowała w Narodowym Instytucie Geriatrii, Reumatologii i Rehabilitacji, a także piastowała stanowisko kierownika w Klinice i Polikliniki Reumatologii Wieku Rozwojowego.
Zmarła 2 września 2020.